# Šerići (Zenica)
Šerići es un pueblo ubicado en el territorio de Zenica, en el cantón de Zenica-Doboj, Bosnia y Herzegovina.

## Superficie
Posee una superficie de 35,54 kilómetros cuadrados.

## Demografía
Hasta 2013 la población era de 1332 habitantes, con una densidad de población de 37,5 habitantes por kilómetro cuadrado.